# 리두이훙
리두이훙(중국어 간체자: 李对红, 정체자: 李對紅, 병음: Lǐ Duìhóng, 한자음: 이대홍, 1970년 1월 25일~)은 중화인민공화국의 전직 사격 선수이다. 1992년 하계 올림픽 여자 25m 권총 종목에서 은메달을 획득했고 1996년 하계 올림픽 여자 25m 권총 종목에서 금메달을 획득했다.

## 개인사
쌍둥이 여동생인 리솽훙도 중국 국가대표 사격 선수로 활동했다.